# Оукланд Парк (Флорида)
Оукланд Парк (енгл. Oakland Park) град је у америчкој савезној држави Флорида. По попису становништва из 2010. у њему је живело 41.363 становника.

## Демографија
Према попису становништва из 2010. у граду је живело 41.363 становника, што је 10.397 (33,6%) становника више него 2000. године.
| Група             | 2000.          | 2010.          |
| Белци             | 16.703 (53,9%) | 18.650 (45,1%) |
| Афроамериканци    | 7.013 (22,6%)  | 10.608 (25,6%) |
| Азијати           | 600 (1,9%)     | 815 (2,0%)     |
| Хиспаноамериканци | 5.556 (17,9%)  | 10.584 (25,6%) |
| Укупно            | 30.966         | 41.363         |